# Gallery of Modern Art

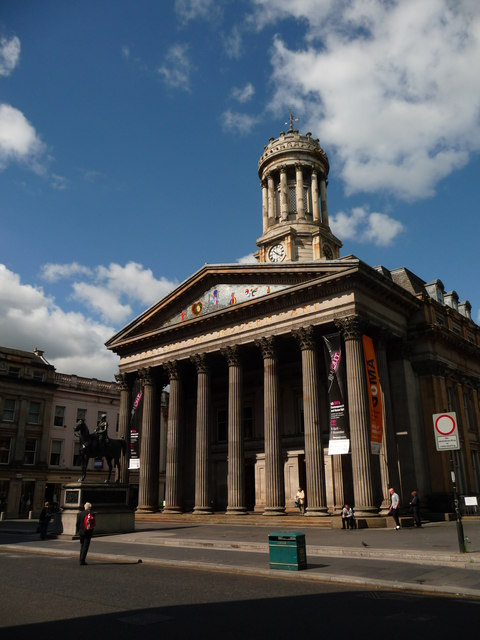
Gallery of Modern Art

Die Gallery of Modern Art ist ein Kunstmuseum in der schottischen Stadt Glasgow. 1966 wurde das Bauwerk in die schottischen Denkmallisten in der höchsten Denkmalkategorie A aufgenommen.

## Geschichte
Das Gebäude wurde 1778 als Stadtsitz des Tabakhändlers Cunningham erbaut. Zwischen 1827 und 1830 wurde das Gebäude nach einem Entwurf von David Hamilton überarbeitet und erweitert, um die Royal Exchange aufzunehmen. Zwischen 1882 und 1888 und abermals 1896 wurde das Gebäude durch David Thomson überarbeitet. Verschiedene Umbaumaßnahmen wurden zwischen 1900 und 1915 durchgeführt. In den Jahren 1911 und 1930 vorgeschlagene Erweiterungen wurden nicht ausgeführt. 1940 wurden dann eine letzte Erweiterung nach einem Entwurf von Alexander Nisbet Paterson vorgenommen.
Ab 1954 beherbergte das Gebäude die Stirling’s Library. Zur Einrichtung des Museums wurde die Bibliothek zeitweise in ein Gebäude in der Miller Street ausgelagert und ist seit 2002 Teil der Gallery of Modern Art.
2019 wurde die Gallery of Modern Art von rund 577.000 Personen besucht. 2024 betrug die Besucherzahl etwa 382.000 Personen.

## Beschreibung
Das Museum steht inmitten des Royal Exchange Square im Glasgower Zentrum. An der ostexponierten Hauptfassade entlang der Queen Street tritt ein markanter Portikus mit acht kolossalen korinthischen Säulen und Dreiecksgiebel hervor. An der Westfassade ist ein hohes Drillingsfenster in einer segmentbögigen Öffnung verbaut. Seine Fensterpfosten bestehen aus korinthischen Halbsäulen; korinthische Pilaster flankieren es. Wie auch an der Ostfassade ist das weit ausladende Kranzgesims mit Zahnschnitt gestaltet.
Eine korinthische Pilastrade gliedert die Seitenfassade des älteren, östlichen Gebäudeteils. Sie ist fünf Achsen weit. Der neun Achsen weite neuere Gebäudeteil ist hingegen mit sechs korinthischen Säulen gestaltet. Auf dem Gebäude sitzt eine korinthische Laterne mit Turmuhren und flacher, geschwungener Kuppel auf.